# Z Camelopardalis-variabel
Z Camelopardalis-variabeln är en typ av kataklysmisk variabel, en undergrupp till dvärgnovorna (UG).
Det är stjärnor som karaktäriseras av utbrott på 2-5 magnituder som varar 1-2 dygn och sedan långsamt återvänder till normal ljusstyrka. Z Camelopardalis-variabeln består, precis som övriga dvärgnovor, av en dubbelstjärna med komponenterna nära varandra. Variablerna ”fastnar” ibland halvvägs ner efter ett utbrott och lyser under flera cykler med en ljusstyrka mellan maximum och minimum. Detta tros bero på att insamlingsskivan kan växla mellan två olika tillstånd, ett vid normala utbrott då material ansamlas och frisläpps periodiskt, och ett då material strömmar i jämn takt från insamlingsskivan till den vita dvärgen. Perioden hos variablerna varierar från 10 till 40 dygn.
Z Camelopardalis-stjärnorna har en undergrupp som benämns IW Andromedae-variabler (UGZ/IW), eller avvikande Z Camelopardalis-variabler. De kan få utbrott även när de ligger i intervallet mellan minimum och maximum och företer ljuskurvor som påminner om förmörkelsevariablernas.
Prototypstjärnan Z Camelopardalis varierar mellan magnitud +10,0 och 14,5.
Också SU Ursae Majoris-variablerna och SS Cygni-variablerna räknas till dvärgnovorna.